# Ransom Canyon
Ransom Canyon – miasto w Stanach Zjednoczonych, w stanie Teksas, w hrabstwie Lubbock.